# 谭全播
谭全播（834年？ - 918年？），字勇，在五代十国早期的乾化三年（913年）至贞明四年（918年）间统领虔州。他曾长期担任统治虔州25年的卢光稠的军师，卢光稠死后，虔州经历了几次政权更迭，最后虔州人推谭全播为首。贞明四年，谭全播兵败于杨吴，虔州被杨吴吞并。谭全播不久死去。

## 家世
谭全播是虔化砍柴岗人。他年轻时智勇双全，敬佩同乡卢光稠。唐昭宗末年，岭表贼寇作乱，南方被农民军占领，在谭全播唆使下，卢光稠也起事。这支叛军想推谭全播为首，谭全播却让卢光稠为首，甚至在众人假意应诺之际威胁说要处决那些不从卢光稠号令的人。于是卢光稠做了主帅，谭全播做了谋主。
卢光稠起兵后，屡战屡胜，军势也日渐强大。光启元年（885年）正月，卢光稠打败王潮，攻陷虔州，自称刺史。谭全播分掌城中兵。

## 效命卢光稠
天复二年（902年），卢光稠南下扩张，三年（903年），和武安军节度使马殷合兵伐清海军，克韶州，但武安军战不利回军，卢光稠将韶州交给儿子卢延昌，但其弟卢光睦被清海留后刘隐所败，首将郑廉也被潮州伏兵所获。谭全播随卢光睦包围潮州，清海军来救，于是退军。刘隐不顾弟弟劉龑反对，起广州之众攻打韶州，旌旗绵延数十里，围城十余里。卢光稠很害怕，谭全播却认为不足为惧，卢光稠转忧为喜，说：“虔州和韶州当初是和你一起平定的，今日之事，只有你能办。”于是谭全播在城南开辟战场，和刘龑约定战期。刘龑下令不要杀虔州兵，以为可以全部生擒之。谭全播让精兵万人埋伏在山谷中，率五千老弱鼓噪而前，数战而退，趁刘龑追赶时，伏兵齐出，击败清海军，刘龑单骑遁走，斩首万余，使卢光稠得以保有韶州。尽管获胜，谭全播并不居功，而是褒奖了其他参战将官，卢光稠更信任他了。
唐朝灭亡后分裂成很多互相争斗的割据政权，如后梁和杨吴，而卢光稠在名义上同时依附这两家。开平四年（910年）十二月，卢光稠患病，想让位给谭全播，被拒绝。卢光稠卒，卢延昌从韶州赶来奔丧，被谭全播推为卢光稠的继任者。吴王杨隆演和后梁太祖都认可这次交接。谭全播又为卢延昌效命。

## 效命卢延昌、黎球、李彦图
乾化元年（911年）十二月，卢延昌因沉湎游猎，失去军心。他被部下指挥使黎球暗杀，后者接管虔州，曾想杀掉谭全播。谭全播自称老病，请求退休，才免于一死。不久，黎球卒，牙将李彦图继任。谭全播也畏惧李彦图，自称病情恶化，闭门不出。李彦图生疑，和他商议结亲，多方观察其动静，谭全播作病状，李彦图始终看不出。听闻谭全播患病，刘隐的继承者、表面依附后梁的劉龑攻打韶州。韶州刺史廖爽逃奔马楚，虔州对韶州的管辖就此结束。

## 统领虔州
二年（912年）十二月，李彦图卒。其子不肖，关闭子城自守。虔州人无所归，就去谭全播家推他继任为帅，谭全播拒绝不了，只能从之。谭全播归顺后梁，后梁太祖封他为卢光稠担任过的百胜军防御使（《九国志》作万胜军），另兼五岭虔、韶二州节度开通使（尽管韶州已经丢了）、检校太尉、开国侯。此后几年，谭全播在虔州施行善政。
贞明四年（918年）正月，杨吴命王祺为虔州行营都指挥使，率洪州、撫州、袁州、吉州四州兵马大举进攻虔州。镇南节度使刘信以为王祺是来攻打自己，前去请罪，王祺大惊，称自己是奉命去讨伐谭全播的，请刘信驻吉州震慑潭州人。杨吴谋士严可求花巨资雇佣工匠在难于航行的贛石打开了水路，使吴军船只得以通行，因此虔州人对此次来袭感到吃惊。但虔州有良好的天然防御工事，吴军一时不能攻克。七月，吴军又遭瘟疫，很多士兵乃至主将王祺都病死了，刘信成为新的虔州行营招讨使。
与此同时，六月，谭全播向依附后梁的吴越、闽、马楚求援。七月，三国都出兵援救：吴越王钱鏐命子錢傳球攻打吴的信州；楚王马殷派張可求率一万人进军古亭；闽王王审知派军进军雩都。但吴越军被信州刺史周本战退。期间晋王李存勖派使者持帛书要与吴会师，吴以虔州作战为由相辞。八月，刘信又遣将张宣率军三千夜袭古亭，败楚军，又遣梁诠等率军击吴越、闽两军。当吴越、闽得知楚军被击退后也各自撤军，使谭全播失去了外援。
但刘信虽然日夜攻城，斩首数千级，仍然不能攻克虔州。他率众填城壕，谭全播派人秘密挖地道将土运走，城壕还和原来一样深。刘信以为谭全播有神助，九月，派使者说降，谭全播也同意了。同年秋，刘信在接受了谭全播的贿赂和人质后撤军。当他遣使报告吴摄政徐温时，徐温发怒了，杖打刘信的信使，又拨给刘信之子亲军校刘英彦（《九国志》作刘彦英）三千士兵，对他说：“你的父亲身处上游，所部士兵十倍于虔州，却不能攻下一座城。显然，他是要谋反了。你可以带这些军队和你的父亲一起谋反！”又派昇州内指挥使朱景瑜同去，说：“全播的守军都是农夫，饥窘多年，妻儿在外，重围已经解了，互相庆贺而去，得知大兵再来，必定都逃遁，全播所守的是空城，前去必能克之。”
十一月，刘英彦到刘信军中传达了徐温的话后，刘信害怕，赶紧回师虔州，继续攻城。城陷。谭全播出奔到雩都，被吴军所擒，带回都城江都。当时有人诬告刘信逗留秘密放纵谭全播，言其将谋反，刘信闻之，趁献捷之机去金陵见徐温，与徐温赌博时掷骰子厉声发誓自己如果没有背吴，骰子就成浑花，果然徐温掷出六个骰子都是红色，惭愧得亲自敬酒给刘信喝，遣他回本镇，但还是怀疑他，最终夺了他的辖区。
杨隆演授谭全播左威卫将军（《十国春秋》作右威卫将军），仍领百胜军节度使。不久，他在江都去世，得年85虚岁。

## 轶闻
卢光稠还没举事时，已有谣言：“卢破黎头出，李子始花开。潭深鱼正聚，杨柳西边栽。”正应了后来虔州依次归于卢光稠、卢延昌、黎球、李彦图、谭全播之手，最后被杨氏政权派刘信（“刘”与“柳”谐音）攻取。

## 延伸阅读
[在维基数据编辑]
 《新五代史·卷41》，出自歐陽修《新五代史》